# 亚历山大·普施
亚历山大·普施（德語：Alexander Pusch，1955年5月15日—），生于陶伯比绍夫斯海姆，西德男子击剑运动员。他曾参加1976年、1984年和1988年三届夏季奥运会，共收获两枚金牌和两枚银牌。